# Babyka u Vinařic
Babyka u Vinařic je památný strom poblíž obce Vinařice, zhruba 4 km severně od okresního města Kladna ve Středočeském kraji. Javor babyka (Acer campestre) s rozlomeným kmenem (došlo k tomu v roce 1988) roste při severním okraji vesnice, nedaleko potoka napájeného blízkým rybníkem, mezi okrajem zahrádkářské kolonie a ulicí U Rybníka, na jih od hranice přírodní památky Vinařická hora, na jejímž území patří babyky mezi dominantní druhy.
Stáří stromu se odhaduje na přibližně tři sta let, jeho koruna dosahuje výšky 15,5 m a měřený obvod kmene je 290 cm. Za chráněný byl vyhlášen radou Středočeského krajského národního výboru v Praze dne 25. července 1978. Zdravotní stav stromu je zhoršený, s poškozením odpovídajícím pokročilému věku. V roce 1988 došlo k odlomení poloviny původního dvojkmene, později i jedné z dalších velkých větví; patrné je napadení dřevokaznými houbami. V terénu je babyka označena tabulí „Památný strom“ s malým státním znakem, upevněnou na dřevěném sloupku v jejím jižním sousedství.
Krajinu v okolí památného stromu představuje široká úžlabina, jež od Vinařic podél jižní strany Vinařické hory klesá zsz. směrem k bývalému nádraží. Babyka se nalézá v horní (počáteční) části tohoto údolí, v nadmořské výšce asi 337 m, nenápadně skrytá v hustém a nepřehledném porostu po levé straně, téměř při dně. Okolí památného stromu je neudržované – prostor jižně od javoru zaujímají zpustlé oplocené zahrady ve svahu pod silnicí do Třebichovic (ulice Družstevní), na straně severní je porost lemován otevřeným prostranstvím v dolním závěru ulice U Rybníka, využívaným turisty coby parkoviště při nástupu na Vinařickou horu. Od osamoceného stavení u úvodního panelu naučné stezky je babyka vzdálena asi 75 m jjv. směrem, od sz. rohu rybníka pak takréž 75 m k západu. Navzdory ukryté poloze je strom snadno přístupný krátkým odbočením ze žlutě značené turistické trasy na neznačenou stezku (začátek pěšiny od parkoviště: 50°10′41″ s. š., 14°5′22″ v. d.).

## Fotogalerie

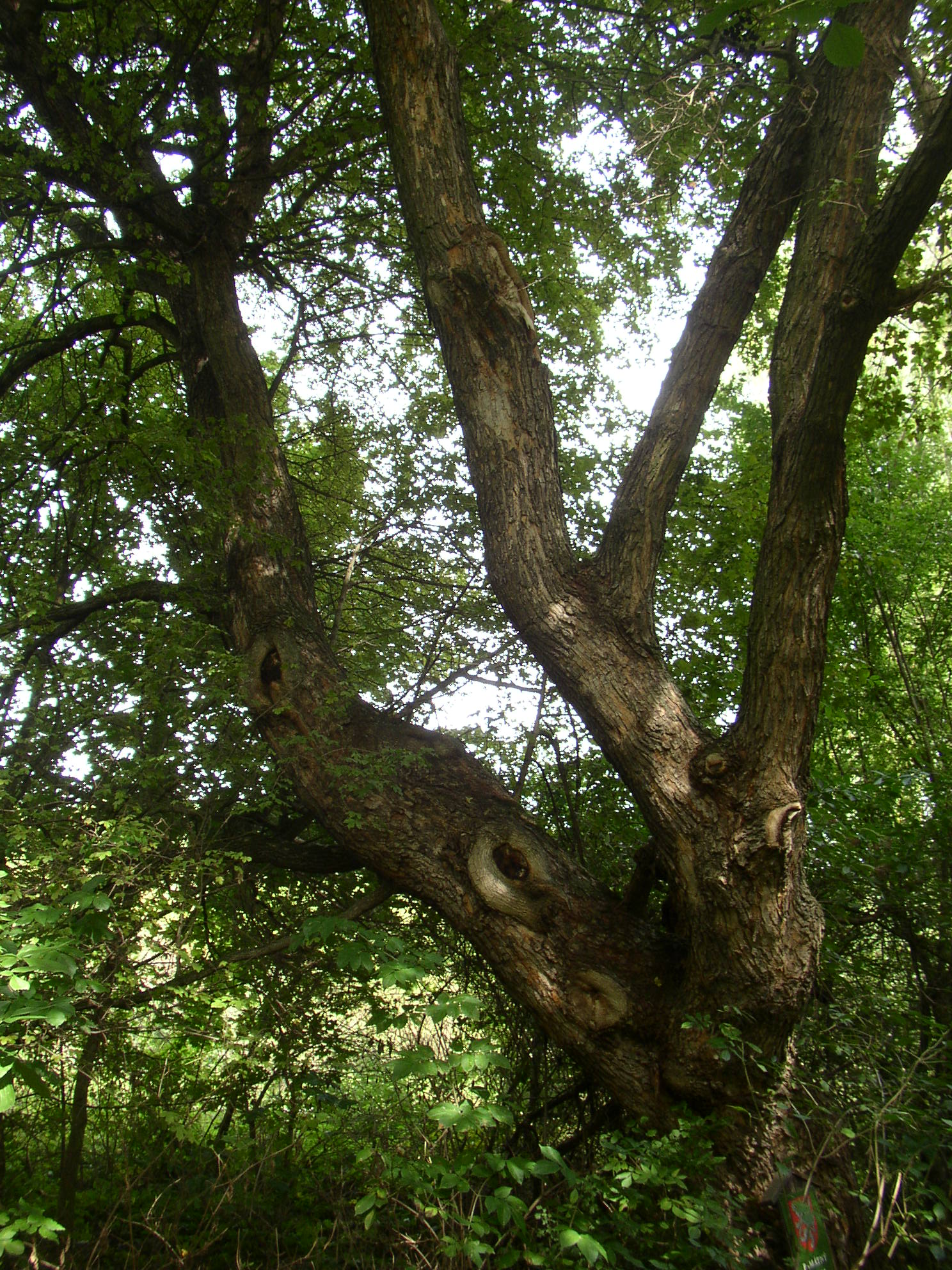
Pohled od jz.
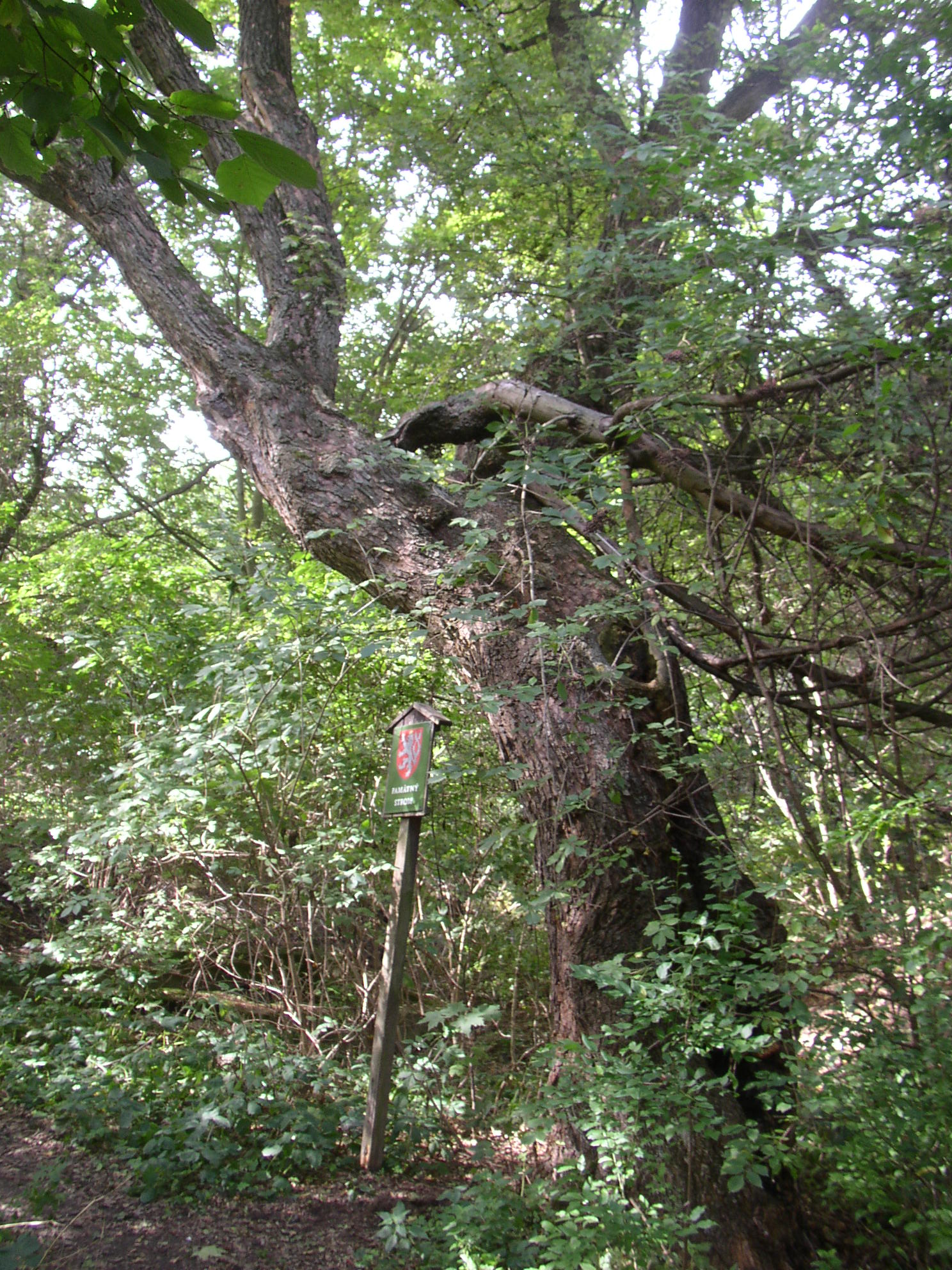
Pohled od vjv.
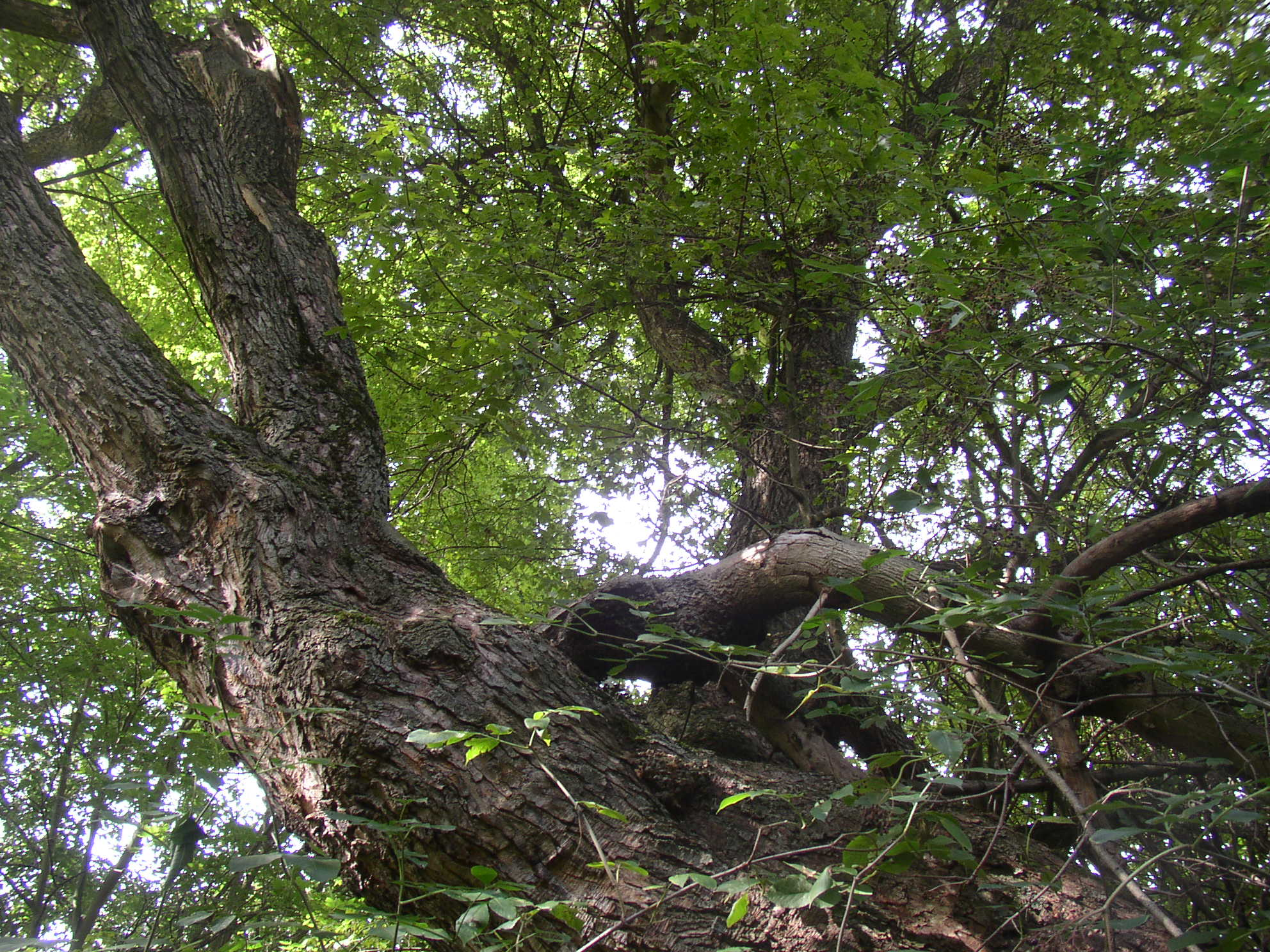
Rozvětvení koruny od jjv.
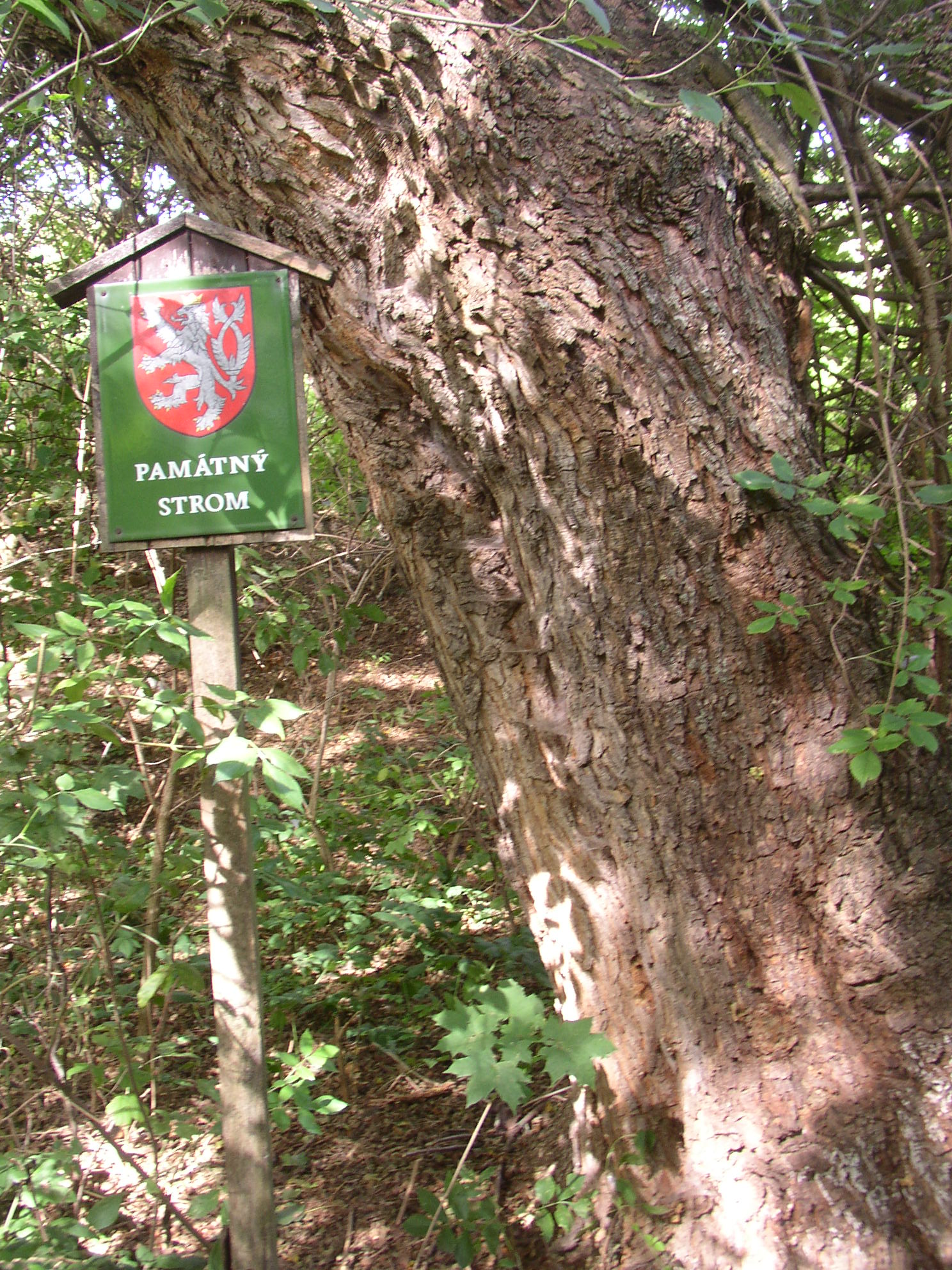
Označník a jižní strana kmene

## Stromy v okolí
- Dub na Beraníku (1,9 km j.)
- Dub na Valu (4,9 km zsz.)
- Dub u Čížků (2,2 km sv.)
- Duby na Kopaninách (4,6 km jz.)
- Duby na Šternberku (5,1 km zsz.)
- Hrušeň v Kvíci (4,2 km sz.)
- Jasan v Motyčíně (1,5 km jv.)
- Rozdělovské duby (3,3 km jjz.)
- Rozdělovské lípy (5,0 km jjz.)
- Smečenská lípa (3,8 km z.)
- Vrapický dub (5,8 km v.)
- Vrba v Libušíně (2,7 km zjz.)